# Callospermophilus saturatus
Espèce
Statut de conservation UICN

 LC  : Préoccupation mineure
Le Spermophile à mante dorée des Cascades (Callospermophilus saturatus) est une espèce de rongeurs de la famille des Sciuridés. Il est présent en Amérique du Nord et en particulier dans la région montagneuse de la Chaîne des Cascades comme dans le parc national des North Cascades. Il est également appelé Spermophile des Cascades.

Carte de répartition